# Pieuses ouvrières de l’Immaculée Conception
Les Pieuses ouvrières de l’Immaculée Conception sont une congrégation religieuse féminine enseignante de droit pontifical. 

## Historique
La congrégation de l'immaculée Conception est fondée le 8 décembre 1744 à Ascoli Piceno par François Antoine Marcucci (1717-1798) avec l'aide de Tècle Relucenti (1704-1769) pour l'enseignement des filles en particulier des plus pauvres. La communauté est organisée sur le modèle de l'ordre de l'Immaculée Conception dont elle adopte le costume (tunique et scapulaire blanc avec une cape bleue) ; plus tard, il est simplifié (tunique, scapulaire et voile blanc, rosaire blanc portée sur le côté gauche, chaîne en argent avec une médaille en émail bleu à l'effigie de l'Immaculée Conception), les nouvelles règles adoptées après Vatican II  ne prescrivent qu'une robe pauvre, décente et propre.
L'institut est approuvé par Mgr Tomaso Marana, évêque d’Ascoli Piceno, en 1744 et à nouveau le 20 décembre 1761. Les religieuses ouvrent un établissement gratuit pour les enfants et, en 1748, un collège.
Par le bref Ex quo divina du 1er décembre 1777, le pape Pie VI étend les privilèges des conceptionnistes aux pieuses ouvrières. 

## Activité et diffusion
Les pieuses ouvrières de l’Immaculée Conception se consacrent à l'enseignement. 
Les sœurs sont présentes en Italie, au Brésil, aux Philippines et à Madagascar.
La maison-mère est à Rome. 
En 2017, la congrégation comptait 133 sœurs dans 20 maisons.